# Gabriel Narciso Escobar Ayala
Gabriel Narciso Escobar Ayala SDB (Assunção, Paraguai, 18 de junho de 1971) é um Vigário Apostólico do Chaco paraguaio.
Gabriel Narciso Escobar Ayala recebeu a Ordem dos Salesianos Dom Bosco e confirmou em 10 de fevereiro de 2001 o Sacramento do Sacerdócio.
Em 18 de junho de 2013, o Papa Francisco o proclamou Bispo Interino da Mídia e o ordenou Vigário Apostólico do Chaco Paraguai. Foi ordenado bispo em 3 de agosto de 2013 pelo Arcebispo Adjunto de Assunção, Edmundo Ponziano Valenzuela Mellid SDB; Os co-consagradores foram o Bispo Emérito de Concepción, Zacarías Ortiz Rolón SDB, e o Vigário Apostólico de Pilcomayo, Lucio Alfert OMI. 